# Жіночий вісник (журнал, 1905)
«Жіночий вісник» (рос. Женский вестник) — щомісячний громадський і науково-літературний журнал, видавався в Санкт-Петербурзі з 1905 по 1918 роки. Видавець-редакторка жінка-лікарка Марія Покровська. «Жіночий вісник» ставив собі за мету боротьбу за здобуття рівних виборчих прав для жінок, емансипацію жінки в сім'ї та в суспільстві, висвітлював питання виборчого права жінок, політичні права і свободи, жіночі організації, дискримінацію жінок (соціальну, професійну, освітню тощо).